# Assessment center
Assessment center (nazywany czasami ośrodkiem oceny lub centrum oceny) – wielowymiarowy proces oceny kompetencji, w którym uczestnicy są obserwowani i oceniani przez zespół obiektywnych, wyszkolonych sędziów kompetentnych (asesorów).

## Metoda
Assessment center (AC) to proces, który pozwala na zebranie w wystandaryzowanych warunkach informacji o wiedzy, umiejętnościach i postawach jego uczestników. Jest to metoda wielowymiarowa, a na jej obiektywizm wpływają następujące czynniki: różnorodność kryteriów (oceniany jest cały zestaw kompetencji, opisanych za pomocą konkretnych zachowań), różnorodność narzędzi (podczas sesji AC uczestnicy biorą udział w wielu zadaniach, ćwiczeniach i symulacjach), mnogość ocen (każda kompetencja jest obserwowana i oceniana w kilku różnych zadaniach) oraz mnogość obserwatorów (każdego uczestnika obserwuje jednocześnie kilku doświadczonych i odpowiednio przeszkolonych asesorów). Jest to najbardziej skuteczna metoda trafnego przewidywania dopasowania osoby do przyszłego stanowiska pracy.

## Historia
W literaturze przedmiotu można znaleźć informację o tym, że już 1500 lat temu w Indiach kandydaci na wysokie stanowiska byli poddawani różnym testom i obserwacjom, jednakże rzeczywistych początków assessment center (AC) należy dopatrywać się w metodzie wykorzystywanej do selekcji oficerów w siłach powietrznych armii niemieckiej w latach 30. XX w.  W trakcie II Wojny Światowej metoda ta wykorzystywana była w armii brytyjskiej (Officer Selection Board) oraz do selekcji i rekrutacji oficerów Royal Navy (Admiralty Interview Board). Również w USA wykorzystywano tę metodę w trakcie selekcji oficerów wywiadu. Pierwszym znaczącym, cywilnym zastosowaniem metody AC było jej wdrożenie w amerykańskiej firmie AT&T. Organizacja ta opracowała, wcieliła w życie i rozwinęła program oceny rozwoju kadry menadżerskiej. Na początku lat 50. XX w. AT&T koncentrowała się głównie na identyfikowaniu osób, które miały możliwość rozwoju i budowania kariery menadżerskiej niezależnie od wykształcenia i wcześniejszego doświadczenia zawodowego. Inne firmy, skuszone skutecznością i efektywnością AC w AT&T, zaczęły adaptować tę metodę do własnych celów. Wraz z ekspansją amerykańskich korporacji, metoda ta rozprzestrzeniła się początkowo w Europie, a potem również w innych rejonach świata. W Polsce obecna na rynku od końca lat 90. Obecnie, wraz z rozwojem sieci internetowej, coraz częściej stosowana jest metoda tzw. e-Assessment Centre, która przybiera formę interaktywną, jednak ma ona duże ograniczenia w stosunku do metody tradycyjnej.

## Rodzaj zadań stosowanych wAC
W trakcie sesji assessment center stosowane są różnorodne zadania i testy, które można pogrupować w następujące kategorie:

### Zadania indywidualne
- Koszyk zadań (ang. In-basket, In-tray, In-box) – ćwiczenie indywidualne polegające na analizie zbioru dokumentów oraz podejmowaniu na ich podstawie wielu decyzji, wymagających przygotowania i opracowania precyzyjnego planu działania.
- Analiza przypadku (ang. case study) – ćwiczenie wymagające pełnej analizy sytuacji biznesowej przedstawionej w dostarczonych, różnorodnych materiałach.
- Prezentacja – zadaniem uczestnika jest przygotowanie krótkiego wystąpienia na określony w instrukcji lub wybrany przez siebie temat.
- Poszukiwanie faktów (ang. fact finding) – ćwiczenie, w którym zadaniem uczestnika jest znalezienie przyczyn problemów i podjęcie decyzji. Uczestnik ma możliwość uzyskania dodatkowych informacji od eksperta poprzez zadanie ograniczonej czasowo liczby pytań.
- Spotkania „jeden na jeden” – symulacje, w których uczestnik postawiony jest w konkretnej sytuacji zawodowej, a drugim jej uczestnikiem jest specjalnie przygotowany aktor. Najczęściej odgrywa on rolę klienta, podwładnego, współpracownika lub przełożonego.
- Spotkanie z zespołem – symulacja, która pozwala ocenić kompetencje menadżerskie lub umiejętność rozwiązywania konfliktów.

### Zadania grupowe
- Dyskusja grupowa bez ról – dyskusja, przed którą każdy z uczestników dostaje zestaw tych samych materiałów, opisujących określoną sytuację. Zadaniem grupy jest podjęcie wspólnej decyzji, przy czym interesy jednostek nie są zbieżne.
- Dyskusja grupowa z przypisanymi rolami – dyskusja, w której każdy z uczestników ma dodatkowo swoją indywidualną rolę i cel, który powinien osiągnąć. Najczęściej role indywidualne są ze sobą w konflikcie interesów.
- Dyskusja z liderem – dyskusja, w której każdy z uczestników przez jakiś czas trwania zadania, gra rolę przełożonego całego zespołu.
- Zadanie grupowe – ćwiczenie, w którym grupa wykonuje określone, najczęściej manualne, zadanie – np. buduje coś z przygotowanych elementów, lub opracowuje projekt jakiejś konstrukcji.

### Testy kompetencyjne
Testy kompetencyjne to narzędzia, które służą do diagnozy wiedzy o kompetencjach tzw. miękkich, jak również umożliwiają zbadanie poziomu wiedzy specjalistycznej wymaganej na danym stanowisku. Test zawiera zazwyczaj opisy od kilkunastu do kilkudziesięciu hipotetycznych sytuacji, charakterystycznych dla danego stanowiska pracy. Zadaniem uczestnika jest wybranie spośród dostępnych opcji najlepiej obrazującej jego zachowanie w danej sytuacji. Testy te są nazywane deklaratywnymi, ponieważ odpowiedzi opierają się na samoopisie uczestnika. 

### Testy psychologiczne
W ramach testów psychologicznych można wyróżnić:
- Testy zdolności – testy inteligencji, testy twórczego myślenia, testy diagnozujące konkretne umiejętności, np. analiza danych liczbowych
- Testy osobowości – testy osobowości, temperamentu, procesów poznawczych

### Wywiad kompetencyjny
Wywiad kompetencyjny (wywiad behawioralny) – technika polegająca na prowadzeniu rozmowy, w której zamiast koncentrować się na osiągnięciach uczestnika sesji AC, asesor poszukuje informacji o tym, w jaki sposób osiągnął on w pracy rezultaty, o których mówi.

## Zastosowanie metodyassessment center
Metoda AC wykorzystywana jest w wielu procesach związanych z zarządzaniem zasobami ludzkimi w firmie. Do najczęstszych przykładów wykorzystania należą: selekcja i rekrutacja pracowników (zarówno wewnętrzna i zewnętrzna), audyt personalny (jako punkt wyjścia do opracowania profili kompetencyjnych oraz określenia aktualnego poziomu kompetencji), działania rozwojowe (w badaniu potrzeb szkoleniowych, planowaniu sukcesji, budowaniu schematu migracji wewnątrzfirmowych) oraz doradztwo i planowanie kariery.